# Рясное (Алтайский край)
Рясное — упразднённое село в Хабарском районе Алтайского края России. Располагалось на территории современного Свердловского сельсовета. Точная дата упразднения не установлена.

## География
Располагалось в 5 км к западу от села Свердловское.

## История
Основано в 1908 году. В 1928 г. поселок Рясной состоял из 48 хозяйств. В составе Богословского сельсовета Знаменского района Славгородского округа Сибирского края.

## Население
В 1926 г. в посёлке проживало 220 человек (102 мужчины и 118 женщин), основное население — украинцы.